# جانتن گلاور
جانِتِن گِلاور (یا جاناتان گلاور)، (به انگلیسی: Jonathan Glover) فیلسوف انگلیسی است. او فلسفه اخلاق در دانشگاه کینگز لندن آموزش می‌دهد و یکی از افراد مرکز هستینگز نیز هست. اولین کتاب او با نام Responsibility (به‌معنای: مسئولیت) در سال ۱۹۷۰ میلادی (۱۳۴۸–۱۳۴۹ خورشیدی) منتشر شد.